# Sam Webster
Sam Webster (ur. 16 lipca 1991 w Auckland) – nowozelandzki kolarz torowy, wicemistrz olimpijski i wielokrotny medalista mistrzostw świata.

## Kariera
Pierwszy sukces w karierze Sam Webster osiągnął w 2007 roku, kiedy zdobył złoty medal w sprincie drużynowym w kategorii juniorów na kolarskich mistrzostwach Oceanii. Dwa lata później był najlepszy w sprincie indywidualnym podczas mistrzostw świata juniorów. W 2010 roku wziął udział w mistrzostwach świata w Kopenhadze, gdzie w sprincie drużynowym był piąty, w keirinie szósty, a w sprincie indywidualnym rywalizację zakończył na 20. pozycji. W tym samym roku na igrzyskach Wspólnoty Narodów w Nowym Delhi zajął drugie miejsce w sprincie drużynowym i trzecie w sprincie indywidualnym. Rok później, podczas kolarskich mistrzostw Oceanii zdobył złoty medal zarówno w sprincie drużynowym jak i indywidualnym. Ponadto na mistrzostwach świata w Melbourne w 2012 roku wspólnie z Ethanem Mitchellem i Edwardem Dawkinsem zdobył brązowy medal w sprincie drużynowym. W tym samym składzie reprezentanci Nowej Zelandii zajęli drugie miejsce podczas mistrzostw świata w Mińsku w 2013 roku. Na mistrzostwach świata w Cali w 2014 roku razem z Mitchellem i Dawkinsem składzie zwyciężył w sprincie drużynowym.